# Prasa parafialna
Prasa parafialna – czasopisma wydawane przez parafie różnych wyznań – katolickie, prawosławne, protestanckie. Czasopismo obejmuje zazwyczaj swoim zasięgiem obszar jednej parafii, ale zdarzają się tytuły wydawane wspólnie przez dwie lub trzy parafie. Specjalną odmianą pisma parafialnego jest pismo dekanalne, które zasięgiem obejmuje wszystkie parafie dekanatu. 

## Historia prasy parafialnej w Polsce
Pierwsze czasopisma parafialne ukazywały się w Polsce już przed I wojną światową. Wydawane były np. tytuły:
- Kalendarz Parafialny na rok pański... - wydawany w Warszawie w latach 1873-74, a później jeszcze w roku 1932;
- Tygodnik Kościelny dla Parafii Bożego Ciała - wydawany w Poznaniu od 1912 roku;
- Tygodnik Kościelny Parafii Archikatedralnej - wydawany w Poznaniu w latach 1914-1939.
- Głos Świętego Franciszka - wydawany w latach 1908–1926 w Częstochowie

W pierwszych latach po odzyskaniu niepodległości liczba gazet parafialnych znacznie wzrosła. Bibliografia katolickich czasopism religijnych w Polsce 1918–1944 opracowana przez Zygmunta Zielińskiego wymienia około 200 tytułów, które można uznać za pisma parafialne głównie ze względu na ich zawartość, zasięg oddziaływania i wydawcę. Większość z tych pism była nietrwała, ale są tytuły, które wychodziły przez wiele lat a nawet przez cały okres międzywojenny. 
Wybuch II wojny światowej przerwał wydawanie większości pism parafialnych na ziemiach polskich - tylko nieliczne tytuły zostały wznowione podczas okupacji i były to niemieckojęzyczne czasopisma wydawane na Śląsku. Przykładem takiego pisma są Wiadomości Parafialne. Pfarrmtliche Nachrichten. Parafia św. Józefa Katowice-Załęże, był to tygodnik wydawany w języku polskim i niemieckim w latach 1934 do września 1939 r., wznowiony w sierpniu 1940 r. tylko w języku niemieckim pod tytułem Pfarrblatt der Pfarrgemeinde St. Joseph in Kattowitz Zalenze, ukazywał się do 18 maja 1941 r.
Po zakończeniu II wojny światowej wolna prasa lokalna przestałą istnieć, a Kościół katolicki został poddany represjom, dlatego też nie można było wznowić wydawania pism parafialnych. Sytuacja taka ze względu na cenzurę i ograniczony dostęp do papieru trwała do lat osiemdziesiątych. Wtedy to zaczęły pojawiać się pierwsze tytuły wydawane przez parafie.
Przykładem pierwszych prób wydawniczych może być gazeta Na Górce, wydawane przez Parafię Podwyższenia Krzyża w Krakowie-Kurdwanowie, którego pierwszy numer ukazał się w listopadzie 1985 roku. Do końca 1985 roku ukazały się jeszcze 2 numery – adwentowy i bożonarodzeniowy, potem nastąpiła przerwa – kolejne numery wydano w roku 1989, zachowując ciągłość numeracji; po kolejnej przerwie pismo wznowiono we wrześniu 1992 r. wydając regularnie 10 numerów w roku, ukazuje się nadal (dane z 2005 r.).
Drugim przykładem może być pismo Nasza Przyjaźń wydawane przez parafię św. Mikołaja w Krakowie. Pierwszy numer tego pisma ukazał się w listopadzie 1935 roku, zawieszone w chwili wybuchu II wojny światowej, zostało wznowione w listopadzie 1984 roku wydawane jest do dzisiaj (dane z 2005 r.).
Po roku 1989 czasopisma parafialne zaczęły się pojawiać w wielu parafiach. Nikt jednak nie prowadził i nadal nie prowadzi badań nad stanem prasy parafialnej w Polsce. 